# Uspon (epizoda)
Uspon (eng. Rise) devetnaesta je epizoda treće sezone američke znanstveno-fantastične serije Zvjezdane staze: Voyager. 

## Radnja
Unatoč nastojanjima Voyagera da uništiti asteroid koji prijeti matičnom planetu Nezua, neki od dijelova asteroida ipak padnu na površinu planeta. Astrofizičar dr. Vatm analizira dijelove koji su pali na planet i dolazi do iznenađujućeg otkrića. Kako bi podijelio svoje otkriće, pokušava se javiti nezuskom veleposlaniku koji se nalazi na Voyageru.

Neelix, Tuvok i Sklar odlaze na površinu, no njihov šatl doživi nesreću i više ne mogu kontaktirati Voyager, ali ipak pronalaze Vatma. Neelix predloži da osposobe dizalo koje će ih odvesti do orbitalne svemirske postaje. Ako se uspiju podići iznad atmosferskih turbulencija, moći će komunicirati s Voyagerom. No čim su osposobili dizalo, Vatm pokuša pobjeći. Tuvok ga uspije zaustaviti i grupa se počne uspinjati.

Putovanje se pokaže izrazito neudobnim, ali i opasnim. U međuvremenu, Vatm odbija otkriti zbog čega je pokušao otići bez njih. Nešto kasnije, počne buncati, govoreći kako se nešto nalazi na krovu dizala, ali ubrzo umre. Tuvok otkrije kako je Vatm ubijen jer je voda koju je pio bila otrovana.

Neelix inzistira da netko ode na krov pogledati što se tamo nalazi. Stoga Tuvok, iako nevoljko, odluči izaći van dizala i provjeriti Vatmove navode. Ubrzo pronađe uređaj za pohranu podataka, koji sadrži informacije o nepoznatom tuđinskom brodu. Iznenada se pojavi Sklar i pokuša gurnuti Tuvoka s krova, no on se ipak spasi i uspne se s druge strane. Neelix primijeti Tuvoka s vanjske strane vrata i pohita mu u pomoć. Iznenađeni Sklar, koji je bio uvjeren kako je ubio Tuvoka, pokuša se riješiti obojice, ali ispadne iz dizala i pogine.
Ekipa uspijeva kontaktirati posadu, koji ih teleportira nazad na Voyager. Ubrzo se Voyager suoči s brodom Etanianskog Reda koji želi zauzeti nezuski matični planet. Otkrije se kako su Etanianci simulirali «prirodnu» katastrofu - udar meteorita - kako bi naveli stanovništvo planeta da se evakuira i na taj način ostavi planet nebranjenim. Uz pomoć taktičkih podataka skinutih s uređaja za pohranu podataka, posada Voyagera uspješno onesposobljuje etanianski brod i tjera ih u bijeg. Kasnije posada shvati kako je Vatm bio svjestan postojanja izdajice među Nezuima. Ne znajući kome može vjerovati, odlučio je šutjeti, da bi ga šutnja u konačnici koštala života.

## Vanjske poveznice
- Uspon na startrek.com  Arhivirana inačica izvorne stranice od 7. rujna 2008. (Wayback Machine)